# Hrvatski Nogometni Klub Rijeka
Il Hrvatski Nogometni Klub Rijeka, noto come HNK Rijeka o semplicemente come Rijeka, è una società calcistica croata con sede nella città di Fiume (in croato Rijeka). Milita nella HNL, la massima serie del campionato croato di calcio.
È il terzo club croato più titolato, potendo vantare in bacheca due campionati croati di massima divisione, due Coppe di Jugoslavia, sette Coppe di Croazia, una Supercoppa di Croazia e una Coppa dei Balcani (1978). Il massimo risultato europeo avvenne nella stagione 2017-2018 con la partecipazione allo spareggio di Champions League e successivamente con la retrocessione ai gironi di Europa League. Da ricordare anche la qualificazione ai quarti della Coppa delle Coppe nella stagione 1979-1980.
La mascotte del club è uno squalo, popolarmente chiamato pescecan, dal nome dell'animale nel dialetto fiumano locale.

## Storia

### Dalle origini alla fondazione
Le origini del Rijeka risalgono all'aprile del 1904, quando viene fondato a Fiume, al tempo parte dell'Impero Austro-Ungarico come autonomo Corpus Separatum, il Club Sportivo Olimpia con le sezioni di tennis-lawn, foot-ball, nuoto, ciclismo, atletica leggera. La prima sessione della sezione calcistica di cui si ha notizia è del 25 novembre 1906, e dunque al momento questa è considerata la data di fondazione del club calcio odierno. All'Olimpia si affiancheranno negli anni molte squadre cittadine, e tra esse il Club Sportivo Gloria, che fu fondata nel 1918 come club del proletariato cittadino. Nel frattempo, con la fine della prima guerra mondiale, Fiume viene rivendicata dall'Italia che l'annetterà nel 1924. Il 2 settembre 1926 Olympia e Gloria verranno fuse per decisione delle autorità fasciste nell'Unione Sportiva Fiumana, la quale prenderà parte a un campionato italiano di massima divisione, due campionati di Serie B e a numerosi campionati di Serie C. Al termine della seconda guerra mondiale ed in seguito all'occupazione dell'Istria, di Fiume e della Dalmazia da parte dell'Armata di Liberazione Jugoslava, la U.S. Fiumana cessa la propria attività, per l'avversione delle nuove autorità comuniste verso tutto ciò che poteva rappresentare un simbolo del precedente regime. Nel dopoguerra tutte le squadre della Jugoslavia comunista furono costrette dal partito a confluire in società polisportive di cultura fisica sul modello stalinista, e così pure a Fiume.
Nella stagione 1945-1946 viene organizzato un campionato fiumano non ufficiale, a nove squadre, che viene vinto dalla squadra della società dei Magazzini Generali, mentre la Rappresentativa Sindacale Fiumana, nella quale vengono convocati i migliori giocatori delle squadre locali, disputa numerose amichevoli con squadre jugoslave conseguendo successi di rilievo contro la Dinamo Zagabria (4–2), l'Akademičar Zagabria (7–2) ed il Metalac Belgrado (2–0). In seguito alla decisione di ammettere quale "ospite" al campionato jugoslavo di Prva Liga 1946-1947, il primo del dopoguerra, una squadra della zona B di occupazione della Venezia Giulia (si stava aspettando ancora il verdetto della conferenza di pace a Parigi, e il clima in città era di enorme incertezza), le società sindacali di Fiume, riunitesi nella sede del Comitato Cittadino di Cultura Fisica, litigarono sulla scelta della squadra di Fiume che avrebbe partecipato alle qualificazioni istriane. La squadra dei Magazzini Generali sostenne che il posto spettava a loro in quanto avevano vinto poco tempo prima il campionato fiumano, ma le altre squadre obiettarono che il regolamento di quel campionato non prevedeva il diritto per la vincitrice di partecipare alle qualificazioni per il campionato jugoslavo. Per risolvere la questione il vicepresidente del Comitato Cittadino, Radetti, propose la costituzione di una nuova Società di Cultura Fisica, la quale avrebbe rappresentato Fiume alle qualificazioni. La proposta fu accolta ed il nome completo scelto fu Società Cultura Fisica Quarnero. Due mesi dopo il nome divenne bilingue (Sportsko Društvo Kvarner, nella versione croata).

### Gli anni del Quarnero / Kvarner
La S.C.F. Quarnero era una polisportiva che incorporava undici ulteriori sezioni in aggiunta a quella calcistica, tra cui quelle di pugilato, scherma, pallacanestro e tennis. Il campione internazionale di tennis Orlando Sirola iniziò la propria carriera proprio nel Quarnero, prima dell'esodo. Il Quarnero inizialmente adottò le stesse casacche amaranto della Fiumana, almeno per le prime partite di campionato; successivamente il sodalizio sperimentò casacche di altri colori, cambiandoli continuamente, fino all'adozione definitiva del bianco nella stagione 1957-58. Oltre ai colori iniziali e lo stadio (il Cantrida), il Quarnero ereditò dalla Fiumana la maggior parte dei giocatori e dirigenti rimasti in città nonché i tifosi, almeno fino all'intensificarsi dell'esodo che costrinse molti di essi a lasciare la città dopo la stagione 1947-48. Sulla base di questi elementi di continuità, ed a seguito della pubblicazione della monografia Rijeka bijelih snova, è stata avanzata la tesi che ci fosse continuità storica tra l’Olimpia poi Fiumana ed il Kvarner poi Rijeka, tanto da sostenere la retrodatazione dal 1946 al 1906 dell’anno di fondazione del Rijeka. Tale retrodatazione è stata contestata da una parte della tifoseria e da un legale locale, mentre la maggior parte degli storici dello sport locali, le istituzioni cittadine e regionali, supportano la tesi di una continuità tra la Fiumana ed il Quarnero. Il club stesso ritiene che la fondazione ufficiale sia nel 1906.
La scelta di usare il nome di Quarnero e non di Fiumana, sarebbe avvenuta su scaltra iniziativa del dirigente sportivo comunale Ettore Mazzieri ed alcuni collaboratori, che permise alla città di mantenere un club dal nome italiano in un periodo in cui stava iniziando la croatizzazione forzata delle istituzioni cittadine da parte dell'amministrazione militare jugoslava. Luigi Sošić viene nominato presidente, ed Hans Bloch allenatore. La prima partita giocata dal Quarnero fu a Cantrida contro l'Hajduk Spalato ed il Quarnero vinse per 2-0, con reti di Petronio e Nori. Due anni dopo il club cambierà ancora leggermente nome, questa volta in Club Calcio Quarnero / NK Kvarner, dato che per via della rottura tra Tito e Stalin la Jugoslavia inizia ad abbandonare il modello sovietico di organizzazione sportiva.
Il Kvarner si qualifica alla prima edizione del dopoguerra della Prva Liga battendo nelle qualificazioni l'U.S. Operaia di Pola ma, avendo terminato il campionato in nona posizione su 14 squadre partecipanti, viene condannato da una riforma dei campionati (riduzione delle partecipanti da 14 a 10 con un posto riservato alla Ponziana a prescindere dalla posizione in classifica per motivi politici) a una sorta di "play-out" contro la settima classificata, la Lokomotiva Zagabria, da cui esce sconfitto in ambedue gli incontri retrocedendo.
Sotto il nome di Quarnero il club compete fino al 3 giugno 1954, quando in seguito alle tensioni italo-jugoslave attorno alla Crisi di Trieste e la violenta abolizione del bilinguismo in città, il nome del club viene nuovamente cambiato, questa volta nel monolingue NK Rijeka. È con questo nome che il club otterrà alcuni dei suoi più grandi successi nelle competizioni sia jugoslave che europee.

### Il Rijeka ed il ritorno nella massima divisione Jugoslava

L'NK Rijeka della stagione 1979-1980, spintosi fino ai quarti di finale della Coppa delle Coppe.

Il club farà ritorno nella massima divisione nella stagione 1958-1959, conquistando anche due quarti posti nelle stagioni 1964-1965 e 1965-1966. Salvo cinque stagioni consecutive all'inizio degli anni settanta il club da allora rimane sempre nella massima divisione nazionale.
Il periodo migliore della squadra inizia sul finire del decennio, con la conquista della Coppa dei Balcani 1977-1978 e di due Coppe nazionali, nel 1977-1978 e nel 1978-1979. Il Rijeka partecipa quindi anche ad altrettante edizioni alla Coppa delle Coppe, ottenendo come miglior risultato l'approdo ai quarti nell'edizione 1979-1980: è qui sconfitto dalla Juventus. Qualche anno dopo arrivano anche altri due quarti posti in campionato (nelle stagioni 1983-1984 e 1986-1987), il primo dei quali a due soli punti dalla vincitrice Stella Rossa, e avviene anche l'esordio nella Coppa UEFA: in particolare, nell'edizione 1984-1985 la squadra elimina subito il Real Valladolid, ma viene battuta nel secondo turno dai futuri vincitori del Real Madrid, che comunque perdono per 3-1 l'andata giocata in Jugoslavia. Successivamente il Rijeka disputa anche la finale della Kup Maršala Tita 1986-1987, ma è sconfitto dall'Hajduk Spalato.

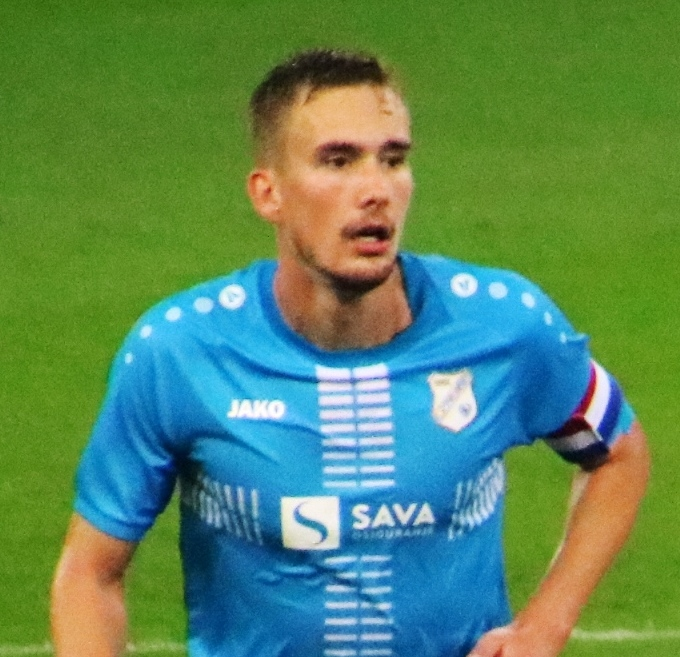
Filip Bradarić, vice-campione del mondo in Russia, qui con la maglia del Rijeka.

Al pari delle altre squadre croate, e in seguito all'inizio della dissoluzione della Jugoslavia, il club gioca per l'ultima volta nel campionato jugoslavo nell'edizione 1990-1991.

### Gli anni del campionato croato
Il Rijeka nel 1992 viene inserito nella neonata massima divisione del calcio croato, dalla quale non è mai retrocesso. Nel 1995 il club aggiunge la denominazione "croato" al proprio nome ufficiale e diventa Hrvatski Nogometni Klub Rijeka.
La squadra sfiora la vittoria del suo primo campionato nazionale nella stagione 1998-1999: a una giornata dal termine si trova in vetta alla classifica con un punto di vantaggio sulla Dinamo Zagabria (all'epoca denominata Croazia Zagabria), ma nell'incontro conclusivo pareggia per 1-1 con l'Osijek, in un match condizionato dagli errori arbitrali (all'89' una rete dell'attaccante del Rijeka Admir Hasančić, che avrebbe potuto consegnare vittoria e titolo ai fiumani, viene annullata per un fuorigioco rivelatosi poi inesistente alla moviola), e subisce il beffardo sorpasso in classifica della squadra di Zagabria. Successivamente il periodico Nacional di Zagabria insinuerà presunte pressioni da parte del presidente della Croazia Franjo Tuđman, fervente tifoso della Dinamo, per assicurarsi la vittoria della blasonata squadra di Zagabria. Il secondo posto finale permette comunque al club il primo accesso alla Champions League, ma il Partizan ha la meglio nel secondo turno preliminare. Arrivano poi due Coppe di Croazia, nel 2004-2005 e nel 2005-2006, quando si registra anche un altro secondo posto in campionato.
Nel 2012 il Rijeka diventa al 70% proprietà della Stichting Social Sport di Gabriele Volpi ed inizia a finire generalmente nelle parti alte della classifica, e già nella stagione 2013-2014, dopo aver eliminato anche lo Stoccarda nei preliminari, ottiene la prima partecipazione alla fase a gruppi dell'Europa League. Chiude all'ultimo posto del gruppo, tuttavia a fine stagione arrivarà la terza coppa nazionale, che è seguita dalla prima Supercoppa in quella successiva. La stagione seguente si ha un altro accesso ai gironi di Europa League: non va molto meglio della precedente, tuttavia i croati hanno la soddisfazione di pareggiare contro i futuri vincitori del Siviglia e di battere il Feyenoord.
Il Rijeka conquista finalmente, sotto la guida tecnica di Matjaž Kek, il suo primo titolo croato nella stagione 2016-2017, negando così il dodicesimo scudetto consecutivo alla Dinamo Zagabria; a fine stagione arriva anche la Coppa, e quindi il club ottiene un double. Non è però fortunata la cavalcata nella successiva Champions League: dopo aver battuto il Salisburgo nei preliminari, è l'Olympiacos a negare il primo storico accesso alla fase a gruppi. Passati in quelli di Europa League i croati vi trovano anche il Milan, che viene battuto nell'ultima giornata. In estate c'è gloria per Filip Bradarić, che si laurea vice-campione del mondo con la Croazia.
Nelle due stagioni successive vengono messe in bacheca altrettante coppe nazionali e nel 2020-2021 il club accede nuovamente ai gironi dell'Europa League. Nel 2024-2025 la squadra riesce a vincere il campionato croato per la seconda volta, prevalendo all'ultima giornata.

## Colori e simboli

### Colori
Il colore della divisa del Rijeka è il bianco, mentre i bordi sono in celeste; sulla maglia compare una croce. La seconda maglia è rosso cardinale, a ricordo dei colori del predecessore US Fiumana. La terza maglia è di solito celebrativa di vari temi, e nella stagione 2021-2022 porta la dicitura 1906 (dalla fondazione del club) ed i colori di tutti i club che hanno preceduto l'attuale NK Rijeka: il bianconero dell'Olimpia e del Gloria, il cremisi, oro e indaco della Fiumana, l'azzurro-verde-rosso dell'NK Kvarner ed i colori azzurro-bianco-oro dello stemma tradizionale dell'NK Rijeka.

### Simboli ufficiali

#### Stemma
Il simbolo del Rijeka è composto da uno scudetto bianco con una banda trasversale celeste nella quale compare la scritta "Rijeka".

## Strutture

### Stadio

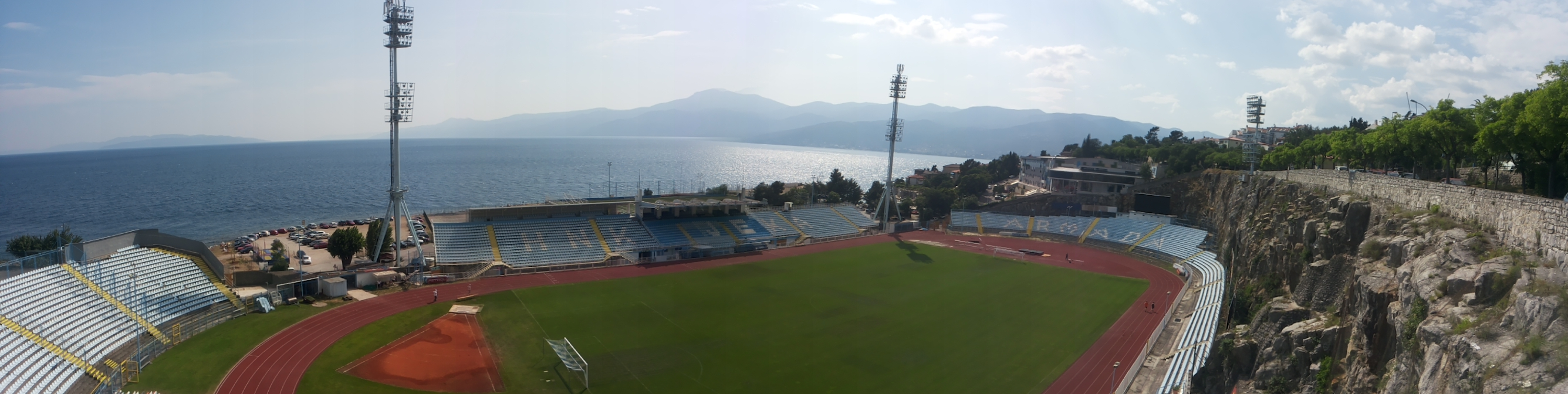
Veduta panoramica del caratteristico stadio Cantrida, oggi utilizzato dal NK Opatija, in quanto lo stadio di Abbazia non ha i requisiti per le prime due divisioni. Per l'impianto esistono progetti di ristrutturazione, sinora mai realizzati

Dal 2015 il club gioca le proprie gare casalinghe allo stadio Rujevica, sito nell'omonimo sobborgo di Fiume e avente una capienza di 8 279 spettatori. Edificato nel 2015, è utilizzato in attesa della costruzione del nuovo stadio Cantrida; questo, stretto tra mare e montagna, ha una capacità di 10 261 spettatori e dal 2015 non è utilizzato. 
L'11 luglio 2014 il presidente del club, Damir Mišković, illustrò i dettagli del progetto dell'impianto: lo stadio Cantrida sarebbe stato demolito e rimpiazzato da un nuovo stadio che sarebbe sorto nello stesso posto (ad aprile 2019 il vecchio stadio non era ancora stato demolito). Il 12 aprile 2015 il club comunicò che il nuovo stadio sarebbe stato costruito insieme al partner cinese TIEC e avrebbe avuto una capacità di 14 600 posti a sedere tutti al coperto, sarebbe stato privo di pista d'atletica e sarebbe stato inquadrato nella 4ª categoria UEFA.

## Società
Nel febbraio del 2012 è stata trasformata da società pubblica a privata e l'italiano Gabriele Volpi ha acquistato il 70% delle quote, ma nel 2018 venne rilevata da Damir Mišcović e dalla società Teanna Limited; il restante 30% appartiene alla Città di Fiume.

## Allenatori e presidenti
Gli allenatori e i presidenti del club dal 1946
- 1946  Hans Bloch
- 1946-1947  Jozo Matošić
- 1947  Ivan Smojver & Ante Vukelić
- 1947-1948  Franjo Glaser
- 1948  Zvonko Jazbec
- 1949-1950  Franjo Glaser
- 1951  Slavko Kodrnja
- 1952  Ljubo Benčić
- 1952-1953  Nikola Duković
- 1953  Antun Lokošek
- 1954  Ratomir Čabrić
- 1954-1956  Franjo Glaser
- 1956-1957  Nikola Duković
- 1957-1959  Milorad Ognjanov
- 1959-1960  Luka Kaliterna
- 1960-1961  Stojan Osojnak
- 1961-1962  Ostoja Simić
- 1962-1963  Angelo Zikovich &  Stojan Osojnak
- 1963-1964  Virgil Popescu
- 1964-1967  Stojan Osojnak
- 1967  Angelo Zikovich
- 1967-1968  Vladimir Beara
- 1969-1970  Angelo Zikovich
- 1970-1971  Ilijas Pašić
- 1971-1972  Stevan Vilotić
- 1972-1973  Marcel Žigante
- 1973-1974  Ivica Šangulin
- 1974-1976  Gojko Zec
- 1976-1979  Dragutin Spasojević
- 1979-1981  Miroslav Blažević
- 1981-1983  Marijan Brnčić
- 1983-1986  Josip Skoblar
- 1987-1989  Mladen Vranković
- 1989-1991  Vladimir Lukarić
- 1991  Nikola "Pape" Filipović
- 1991  Željko Mudrovičić
- 1991-1992  Marijan Jantoljak
- 1992  Ranko Buketa
- 1992  Srećko Juričić & Mile Tomljenović
- 1993-1994  Srećko Juričić
- 1994-1995  Zvjezdan Radin
- 1995  Josip Skoblar
- 1995  Mladen Vranković[27]
- 1995  Ranko Buketa &  Marijan Jantoljak
- 1995-1996  Josip Skoblar
- 1996  Miroslav Blažević &  Nenad Gračan
- 1996  Luka Bonačić
- 1996-1998  Branko Ivanković
- 1998-2000  Nenad Gračan
- 2000  Boris Tičić
- 2000-2001  Predrag Stilinović
- 2001-2002  Ivan Katalinić
- lug. 2002-giu. 2003  Zlatko Kranjčar
- 2002-2003  Mladen Mladenović
- 2003  Vjekoslav Lokica
- 2003-2004  Ivan Katalinić
- lug.-dic. 2005  Elvis Scoria
- nov. 2005-set. 2006  Dragan Skočić
- ott. 2006-mar. 2007  Milivoj Bračun
- mar.-giu. 2007  Josip Kuže
- giu. 2007-giu. 2008  Zlatko Dalić
- lug.-ott. 2008  Mladen Ivančić
- ott. 2008  Stjepan Ostojić (Interim)
- ott. 2008-set. 2009  Robert Rubčić
- set.-nov. 2009  Zoran Vulić
- nov. 2009-nov. 2010  Nenad Gračan
- nov. 2010-giu. 2011  Elvis Scoria
- giu.-ott. 2011  Alen Horvat
- ott. 2011-mar. 2012  Ivo Ištuk
- mar.-apr. 2012  Dragan Skočić
- apr.-mag. 2012  Mladen Ivančić (Interim)
- mag. 2012-feb. 2013  Elvis Scoria
- feb. 2013-ott. 2018  Matjaž Kek
- ott. 2018-set. 2019  Igor Bišćan
- set. 2019-feb. 2021  Simon Rožman
- mar. 2021-mag. 2022  Goran Tomić
- set. 2022-nov. 2022  Serse Cosmi
- nov. 2022-ago. 2023  Sergej Jakirović
- ago. 2023-  Željko Sopić

- 1946 Ljudevit Sošić
- 1946-1948 Giovanni Cucera
- 1948-1952 Ambrosio Stečić
- 1953-1954 Dr. Zdravko Kučić
- 1955-1956 Milorad Doričić
- 1957-1959 Milan Blažević
- 1960-1963 Stjepan Koren
- 1964-1969 Milorad Doričić
- 1969-1971 Vilim Mulc
- 1971 Davor Sušanj
- 1972-1978 Ljubo Španjol
- 1978-1979 Zvonko Poščić
- 1980 Nikola Jurčević
- 1981 Marijan Glavan
- 1981-1984 Davor Sušanj
- 1985-1986 Stjepko Gugić
- 1986-1989 Dragan Krčelić
- 1989-1991 Želimir Gruičić
- 1991-1992 Darko Čargonja
- 1993-1994 Josip Lokmer
- 1994-1995 Krsto Pavić
- 1995-1996 Hrvoje Šarinić
- 1996-1997 Franjo Šoda
- 1997-2000 Prof. Žarko Tomljanović
- 2000 Hrvoje Šarinić, Dr. Ivan Vanja Frančišković, Robert Ježić
- 2000 Robert Ježić
- 2000-2002 Sanjin Kirigin
- 2002-2003 Duško Grabovac
- 2003-2008 Robert Ježić
- 2008-2009 Dr. Ivan Vanja Frančišković
- 2009-2011 Ivan Turčić
- 2011-2012 Robert Komen
- 2012- Damir Mišković

## Calciatori
Tra i calciatori che hanno indossato la maglia del club Petar Radaković è stato convocato per il campionato del mondo 1962, Ive Jerolimov e Miloš Hrstić per quello del1982, mentre Filip Bradarić si è laureato vice-campione del mondo nel 2018 in Russia.

### Capocannonieri della Prva Liga
- Milan Radović (1981)

### Capocannonieri della 1. HNL
- Tomislav Erceg (2005)
- Leon Benko (2013)
- Andrej Kramarić (2015)
- Antonio Čolak (2020)

## Palmarès

### Competizioni nazionali
- Coppa di Jugoslavia: 2

1977-1978, 1978-1979
- Campionato croato: 2

2016-2017, 2024-2025
- Coppa di Croazia: 7

2004-2005, 2005-2006, 2013-2014, 2016-2017, 2018-2019, 2019-2020, 2024-2025
- Supercoppa di Croazia: 1

2014

### Competizioni internazionali
- Coppa dei Balcani: 1

1977-1978

### Competizioni giovanili
- Omladinski kup Jugoslavije u nogometu: 1

1981-1982
- Juniorsko prvenstvo Hrvatske u nogometu: 3

1992, 1995-1996, 2013-2014
- Kup Hrvatske u nogometu za juniore: 3

1992, 1996-1997, 2006-2007
- Wojtyła Cup: 1

2017

### Altri piazzamenti
- Kup Maršala Tita:

Finalista: 1986-1987
Semifinalista: 1958-1959, 1982-1983
- Campionato croato:

Secondo posto: 1998-1999, 2005-2006, 2013-2014, 2014-2015, 2015-2016, 2017-2018, 2018-2019, 2023-2024
Terzo posto: 2003-2004, 2008-2009, 2012-2013, 2019-2020, 2020-2021
- Slobodna Hrvatska:

Terzo posto: 1991
- Coppa di Croazia:

Finalista: 1993-1994, 2021-2022, 2023-2024
Semifinalista: 1991-1992, 2003-2004, 2006-2007, 2014-2015, 2015-2016, 2017-2018, 2020-2021
- Supercoppa di Croazia:

Finalista: 2005, 2006, 2019
- Coppa Mitropa:

Semifinalista: 1985-1986
- Coppa dei Balcani:

Finalista: 1979-1980

## Statistiche e record

### Partecipazione ai campionati e ai tornei internazionali

#### Campionati nazionali
Dalla stagione 1974-1975 il club ha sempre giocato in massima divisione, prima nella Prva Liga jugoslava, poi nella 1. HNL croata, dove ha riportato un successo.
Dalla stagione 1958-1959 alla 2020-2021 compresa il club ha ottenuto le seguenti partecipazioni ai campionati nazionali:
| Livello | Categoria  | Partecipazioni | Debutto   | Ultima stagione | Totale |
| ------- | ---------- | -------------- | --------- | --------------- | ------ |
| 1º      | Prva Liga  | 28             | 1958-1959 | 1990-1991       | 58     |
| 1º      | 1. HNL     | 30             | 1992      | 2020-2021       | 58     |
| 2º      | Druga liga | 5              | 1969-1970 | 1973-1974       | 5      |

#### Tornei internazionali
Il traguardo più prestigioso raggiunto dal club nelle competizioni europee sono i quarti di finale nella Coppa delle Coppe 1979-1980, dove è stato eliminato dalla Juventus. In tempi più recenti i croati hanno partecipato in tre occasioni alla fase gruppi della UEFA Europa League senza riuscire ad avanzare, mentre nella Champions League sono arrivati fino ai playoff dell'edizione 2017-2018, dove sono stati sconfitti dall'Olympiacos.
Alla stagione 2020-2021 il club ha ottenuto le seguenti partecipazioni ai tornei internazionali:
| Categoria                                | Partecipazioni | Debutto   | Ultima stagione |
| ---------------------------------------- | -------------- | --------- | --------------- |
| Coppa dei Campioni/UEFA Champions League | 2              | 1999-2000 | 2017-2018       |
| Coppa delle Coppe                        | 2              | 1978-1979 | 1979-1980       |
| Coppa UEFA/UEFA Europa League            | 15             | 1984-1985 | 2020-2021       |
| Coppa Intertoto                          | 2              | 2002      | 2008            |

### Statistiche individuali
Il giocatore con più presenze nelle competizioni europee è Zoran Kvržić a quota 26, mentre il miglior marcatore è Andrej Kramarić con 8 gol.

### Statistiche di squadra
A livello internazionale la miglior vittoria è per 5-0, ottenuta contro lo Prestatyn Town nel secondo turno di qualificazione della UEFA Europa League 2013-2014, mentre la peggior sconfitta è per 4-0, subita contro il Vitória Guimarães nella fase a gruppi della stessa manifestazione.
Aggiornato al 10 settembre 2017
- Record di punti in una stagione:
  - 3 punti per vittoria: 88 in 36 partite (2016-2017).
  - 2 punti per vittoria: 42 in 34 partite (1983-1984).
- Vittorie e sconfitte:
  - Vittoria in casa con il maggior scarto nella massima serie jugoslava: 6-0 v. Novi Sad, 1963-1964, 12 aprile 1964.
  - Vittoria in casa con il maggior scarto in Prva HNL: 7-0 v. Zadar, 2002-2003, 10 maggio 2003, 7-0 v. Cibalia, 2017-2018, 9 settembre 2017, 7-0 v Inter Zaprešić, 2018-2019, 13 aprile 2019.
  - Vittoria in trasferta con il maggior scarto nella massima serie jugoslava: 6-2 v. Trešnjevka, 1965-1966, 19 giugno 1966, 5-1 v. Trešnjevka, 1964-1965, 23 agosto 1964, 5-1 v. Sloboda, 1959-1960, 29 novembre 1959, 5-1 v. Budućnost, 1982-1983, 15 agosto 1982, 4-0 v. Velež, 1976-1977, 5 giugno 1977.
  - Vittoria in trasferta con il maggior scarto in Prva HNL: 5-1 v. Međimurje, 2009-2010, 10 aprile 2010, 4-0 v. Hajduk Spalato, 2005-2006, 22 aprile 2006, 4-0 v. Hrvatski Dragovoljac, 1999-2000, 31 luglio 1999.
  - Sconfitta in casa con il maggior scarto in massima serie jugoslava: 0-6 v. Vojvodina, 1959-1960, 6 settembre 1969.
  - Sconfitta in casa con il maggior scarto in Prva HNL: 1-5 v. Osijek, 2010-2011, 23 ottobre 2010.
  - Sconfitta in trasferta con il maggior scarto in massima serie jugoslava: 0-6 v. Dinamo Zagabria, 1958-1959, 21 giugno 1959.
  - Sconfitta in trasferta con il maggior scarto in Prva HNL: 0-6 v. Dinamo Zagabria, 2009-2010, 20 settembre 2009, 0-6 v. Segesta, 1995-1996, 22 ottobre 1995.

## Tifoseria
Il Klub Navijača Armada Rijeka (che significa club di tifosi Armada Fiume), conosciuto semplicemente come Armada, è un gruppo di ultras che tifa la squadra di calcio HNK Rijeka. Tifano anche altre squadre di Fiume come RK Zamet (pallamano), Primorje EB (pallanuoto) e KK Kvarner 2010 (pallacanestro).
Il nome Armada fu dato nel 1987 in un bar al "Ri", un centro commerciale di Fiume, e la prima partita a cui assisterono fu la finale della Coppa di Jugoslavia a Belgrado contro l'Hajduk Spalato il 9 maggio 1987. Scelsero il nome dell'Invincibile Armata spagnola visto il vigore dimostrato nel tifare. I loro rivali sono i Bad Blue Boys (Dinamo Zagabria), la Torcida (Hajduk Spalato) e Kohorta (Osijek).
Nelle partite in casa, i membri dell'Armada si posizionano nella curva ovest, la "Zapad", dello stadio Cantrida, da dove sostengono con calore la propria squadra. Seguono la squadra anche in trasferta, persino nelle partite amichevoli. Preparano coreografie con striscioni, fumogeni e torce (la "Bakljada").
I loro motti sono: Sami protiv svih ("Siamo soli contro tutti") e Krepat, ma ne molat ("Morire ma non arrendersi").
La mascotte dell'Armada è uno squalo.
Ci sono numerosi murales dell'Armada nella città di Fiume e sobborghi, tutti indicanti anche il nome del quartiere, che dimostrano l'amore per il club. Questi murales sono classificati come arte urbana e si trovano nell'area che ha come confini Passiaco (Pasjak) a nord vicino al confine con la Slovenia, a Novi in Valdivino ad est, Malinsca, nell'isola di Veglia a sud, e Laurana ad ovest. Posizione e immagini dei murales si possono vedere sul sito ufficiale dell'Armada.

## Organico

### Rosa 2025-2026
| N. |                                 | Ruolo | Calciatore       |
| -- | ------------------------------- | ----- | ---------------- |
| 2  | Croazia (bandiera)              | D     | Lovro Kitin      |
| 4  | Croazia (bandiera)              | C     | Niko Janković    |
| 5  | Croazia (bandiera)              | D     | Mile Škorić      |
| 6  | Bosnia ed Erzegovina (bandiera) | D     | Stjepan Radeljić |
| 7  | Montenegro (bandiera)           | A     | Omar Sijarić     |
| 8  | Slovenia (bandiera)             | C     | Dejan Petrovič   |
| 9  | Croazia (bandiera)              | A     | Duje Čop         |
| 10 | Croazia (bandiera)              | C     | Toni Fruk        |
| 11 | Croazia (bandiera)              | A     | Gabriel Rukavina |
| 12 | Croazia (bandiera)              | P     | Niko Vučetić     |
| 13 | Bosnia ed Erzegovina (bandiera) | P     | Martin Zlomislić |
| 14 | Bosnia ed Erzegovina (bandiera) | C     | Amer Gojak       |
| 15 | Macedonia del Nord (bandiera)   | D     | Jovan Manev      |
| 17 | Bosnia ed Erzegovina (bandiera) | A     | Luka Menalo      |
| 19 | Croazia (bandiera)              | D     | Noel Bodetić     |
| 20 | Rep. del Congo (bandiera)       | C     | Merveil Ndockyt  |
| 21 | Bosnia ed Erzegovina (bandiera) | C     | Silvio Ilinković |

| N. |                       | Ruolo | Calciatore       |
| -- | --------------------- | ----- | ---------------- |
| 22 | Croazia (bandiera)    | D     | Ante Oreč        |
| 23 | Lituania (bandiera)   | D     | Justas Lasickas  |
| 24 | Croazia (bandiera)    | D     | Bruno Burčul     |
| 25 | Croazia (bandiera)    | A     | Dominik Thaqi    |
| 26 | Portogallo (bandiera) | C     | Tiago Dantas     |
| 27 | Croazia (bandiera)    | A     | Šimun Butić      |
| 30 | Croazia (bandiera)    | A     | Bruno Bogojević  |
| 33 | Croazia (bandiera)    | P     | Vito Kovač       |
| 34 | Serbia (bandiera)     | D     | Mladen Devetak   |
| 45 | Croazia (bandiera)    | D     | Ante Majstorović |
| 51 | Svizzera (bandiera)   | D     | Anel Husic       |
| 55 | Croazia (bandiera)    | D     | Petar Raguž      |
| 64 | Bulgaria (bandiera)   | C     | Dominik Yankov   |
| 77 | Croazia (bandiera)    | A     | Ante Matej Jurić |
| 99 | Serbia (bandiera)     | P     | Aleksa Todorović |
|    | Croazia (bandiera)    | C     | Damir Kreilach   |
|    | Croazia (bandiera)    | A     | Dominik Dogan    |